# Elachura formosa
Il garrulo scricciolo maculato o elacura maculata (Elachura formosa (Walden, 1874)) è un uccello passeriforme, unica specie ascritta al genere Elachura Oates, 1889 ed alla famiglia Elachuridae Alström et al., 2014.

## Etimologia
Il nome scientifico del genere, Elachura, deriva dall'unione delle parole greche ελαχυς (elakhus, "piccolo") e ουρα (oura, "coda"), col significato di "dalla coda corta", in riferimento alla morfologia della coda di questi uccelli: il nome della specie, formosa, deriva invece dal latino e significa "bellissima", sempre in riferimento all'aspetto.

## Descrizione

### Dimensioni
Misura 10 cm di lunghezza.

### Aspetto

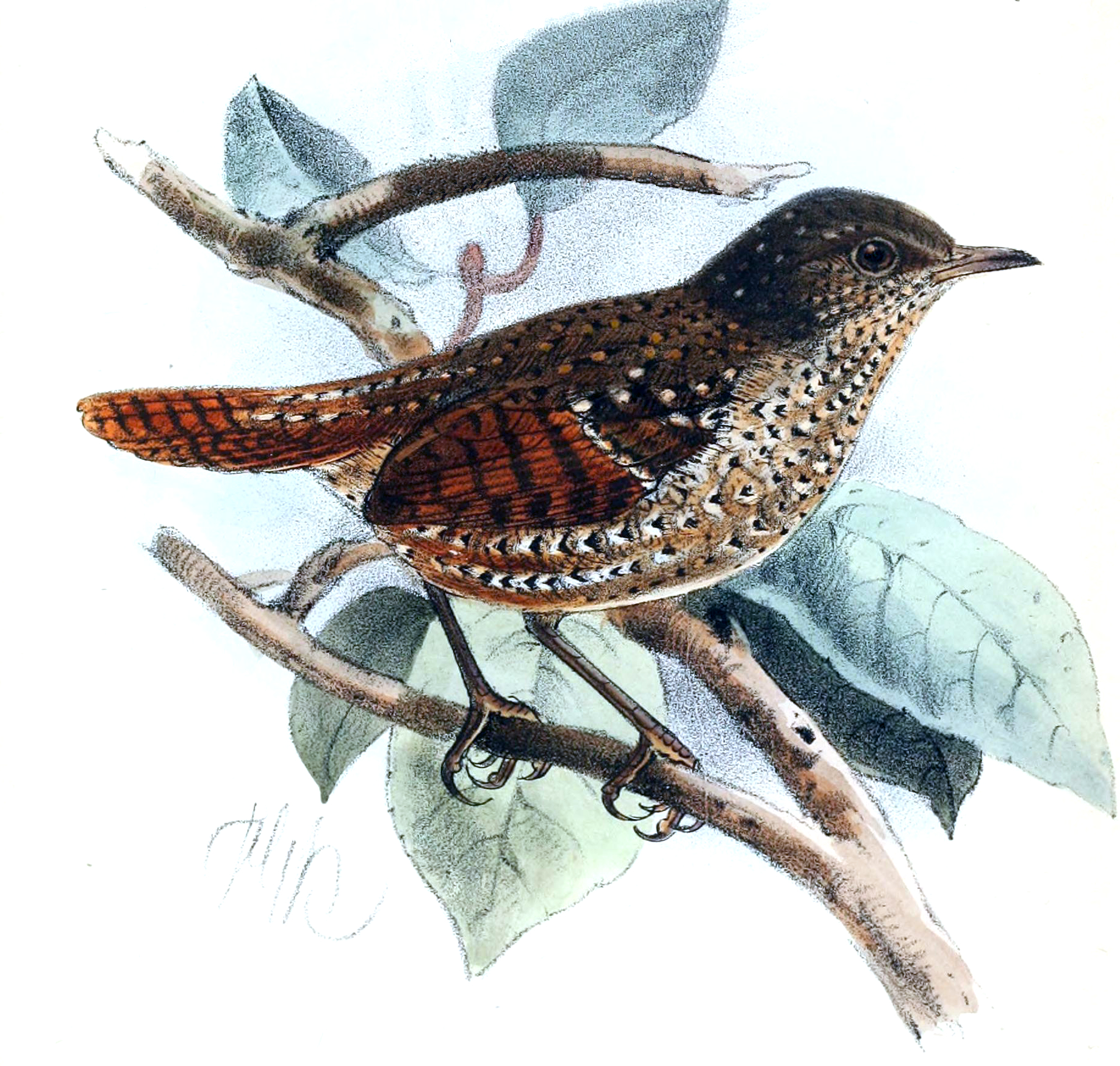
Illustrazione a cura di Keulemans.

Si tratta di uccelletti dall'aspetto simile a quello degli scriccioli, paffuto e massiccio, con grossa testa arrotondata che sembra direttamente incassata nel tronco, ali arrotondate, lunghe e forti zampe e coda corta e di forma squadrata.
Il piumaggio si presenta di colore bruno-grigiastro su testa e dorso, che sfuma nel bruno-rossiccio su groppa, ali e coda e nello stesso colore, ma più chiaro, su gola, petto, fianchi e ventre, schiarendosi ulteriormente sulla prima e sull'ultimo fino a tendere al nocciola-beige. Le penne dell'area dorsale (fronte, vertice, nuca, dorso, codione e coda) tendono a presentare la punta di colore più chiaro ma orlata di scuro, a dare alla zona un aspetto screziato: le penne delle ali e le copritrici presentano l'orlo della punta bianco a sua volta orlato di nerastro, mentre le remiganti son obrune con striature oblique più scure. Le penne dell'area ventrale, im particolar modo di gola e petto, presentano metà distale estesamente sfumata di biancastro e con piccole picchiettature neraste, conferendo nel complesso all'animale un aspetto molto screziato e dall'effetto mimetico.
Le zampe sono di colore grigio-bluastro, mentre il becco è bruno-arancio alla base e tendente al nerastro verso la punta: gli occhi sono invece di colore bruno scuro.

## Biologia
Si tratta di uccelli dalle abitudini di vita diurne, che si muovono perlopiù da soli o in coppie, passando la maggior parte della propria giornata alla ricerca di cibo nel sottobosco o fra i rami di alberi e cespugli in un territorio che viene difeso da eventuali intrusi dello stesso sesso.
Il richiamo del garrulo scricciolo maculato è acuto, limpido e composto da lunghe sillabe monotone, ricordando il cigolio di una ruota o un cardine metallico.

### Alimentazione
La dieta di questi animali sembra essere insettivora, sebbene si disponga di poche informazioni in merito.

### Riproduzione
La stagione riproduttiva del garrulo scricciolo maculato cade durante i mesi di aprile e maggio: si tratta di uccelli monogami, con le coppie che collaborano nelle varie fasi della riproduzione, sebbene la femmina si sobbarchi carichi di lavoro molto superiori rispetto al maschio.
Le osservazioni dirette riguardo alla riproduzione di questo uccello rimangono molto esigue: il nido (sebbene si tratti di una notizia non confermata) si presenta massiccio e profondo, a forma di coppa e costruito intrecciando grandi quantità di fibre vegetali e pezzetti di corteccia e licheni.

## Distribuzione e habitat
Il garrulo scricciolo maculato è un uccello diffuso nel Sud-est asiatico, popolando un areale comprendente la fascia pedemontana meridionale dell'Himalaya sud-orientale (a partire dal Nepal orientale e fino alla punta settentrionale dell Birmania, della quale popola anche la fascia collinare occidentale al confine con l'India, attraverso Bhutan, Sikkim, Tibet sud-orientale ed Arunachal Pradesh), le aree collinari e montuose dell'India nordorientale, il Bangladesh nordorientale, il sud della Cina (con areale frammentato dallo Yunnan centro-occidentale al nord del Fujian), l'estremo nord della Thailandia e l'area di confine fra il Laos ed il Vietnam fino all'Annam settentrionale.
La specie sembra essere residente in gran parte del proprio areale: le popolazioni più in quota (ad esempio in Bhutan) tendono a scendere di quota per evitare i rigori invernali.
L'habitat di questi uccelli è costituito dalla foresta temperata e subtropicale collinare e pedemontana, generalmente a prevalenza di rododendro, purché però con presenza di denso sottobosco.

## Tassonomia
Per lungo tempo, il garrulo scricciolo maculato è stato ascritto alla famiglia Timaliidae ed al genere Spelaeornis, col nome di S. formosus: un recente studio filogenetico ne ha invece evidenziata la distanza a livello molecolare da questi uccelli, inquadrando questo uccello come l'unico rappresentante un ramo basale dei Passerida, espresso come famiglia (Elachuridae) monotipica (ossia con un solo genere, Elachura, anch'esso monotipico e comprendente unicamente questa specie). Alcuni autori inquadrerebbero la famiglia Elachuridae fra gli Hyliotidae ed i Regulidae, mentre altri la posizionerebbero invece fra i Bombycilloidea.
La specie viene generalmente considerata monotipica: la recente scoperta di nuove popolazioni nel Laos con lievi divergenze di carattere morfometrico (assenza quasi completa di bianco su gola e petto) potrebbe tuttavia mettere in discussione tale assunto.